# Southwater
Southwater – wieś w Anglii, w hrabstwie West Sussex, w dystrykcie Horsham. Leży 37 km na północny wschód od miasta Chichester i 56 km na południe od Londynu. W 2001 miejscowość liczyła 10 025 mieszkańców.